# Lliga espanyola d'hoquei sobre patins masculina 1970-1971
La segona edició de la Lliga espanyola d'hoquei patins masculina, denominada en el seu moment Divisió d'Honor, s'inicià el 4 d'octubre de 1970 i finalitzà el 28 de març de 1971.
El FEMSA, ascendit de la primera estatal va ser el primer equip no català que va jugar la màxima categoria. Va aconseguir el títol el Reus Deportiu i van descendir el CP Vic i l'Igualada HC. L'HC Sentmenat va mantenir la categoria en una promoció posterior.

## Participants
| - FC BARCELONA - REUS DEPORTIU - HC SENTMENAT - IGUALADA HC - CH MATARÓ - CE ARENYS DE MUNT - RCD ESPANYOL | - CP VOLTREGÀ - CP VILANOVA - CN REUS PLOMS - CE VENDRELL - AA NOIA - FEMSA - CP VIC |

## Llegenda
| Pts = Punts totals PJ = Partits jugats PG = Partits guanyats PE = Partits empatats PP = Partits perduts GF = Gols a favor |  | GC = Gols en contra DG = Diferència de gols (GF-GC) Ressaltat en verd = Equip campió de lliga. Ressaltat en blau = Equip que promociona per la permanència. Ressaltat en vermell = Equip descendent de categoria. |  |  |

## Fase Regular

### Classificació
| Pos | Equip              | Pts | PJ | PG | PE | PP | GF  | GC  | DG  |
| --- | ------------------ | --- | -- | -- | -- | -- | --- | --- | --- |
| 1   | Reus Deportiu      | 42  | 26 | 20 | 2  | 4  | 162 | 85  | +77 |
| 2   | AA Noia            | 40  | 26 | 20 | 0  | 6  | 123 | 69  | +54 |
| 3   | CP Voltregà        | 36  | 26 | 16 | 4  | 6  | 156 | 113 | +43 |
| 4   | CE Arenys de Munt  | 34  | 26 | 16 | 2  | 8  | 92  | 78  | +14 |
| 5   | FEMSA              | 34  | 26 | 16 | 2  | 8  | 117 | 104 | +13 |
| 6   | FC Barcelona       | 33  | 26 | 14 | 5  | 7  | 103 | 66  | +37 |
| 7   | Hoquei Club Mataró | 27  | 26 | 13 | 1  | 12 | 100 | 89  | +11 |
| 8   | RCD Espanyol       | 25  | 26 | 11 | 3  | 12 | 104 | 98  | +6  |
| 9   | CE Vendrell        | 23  | 26 | 10 | 3  | 13 | 94  | 126 | -32 |
| 10  | Cerdanyola CH      | 20  | 26 | 9  | 2  | 15 | 110 | 119 | -9  |
| 11  | CN Reus Ploms      | 19  | 26 | 9  | 1  | 16 | 96  | 120 | -24 |
| 12  | HC Sentmenat       | 15  | 26 | 6  | 3  | 17 | 83  | 123 | -40 |
| 13  | CP Vic             | 10  | 26 | 4  | 2  | 20 | 65  | 140 | -75 |
| 14  | Igualada HC        | 6   | 26 | 3  | 0  | 23 | 66  | 141 | -75 |

## Promoció
|              |     |           |  |
| HC Sentmenat | 6-2 | Coma Cros |  |
|              |     |           |  |

|           |   |              |  |
| Coma Cros | - | HC Sentmenat |  |
|           |   |              |  |